# Nasonovia carolinensis
Nasonovia carolinensis är en insektsart som beskrevs av Heie 1979. Nasonovia carolinensis ingår i släktet Nasonovia och familjen långrörsbladlöss. Inga underarter finns listade i Catalogue of Life.